# Тетрартутьнатрий
Тетрартутьнатрий — бинарное неорганическое соединение
натрия и ртути
с формулой NaHg4,
кристаллы.

## Получение
- Сплавление стехиометрических количеств чистых веществ:

{\displaystyle {\mathsf {Na+4Hg\ {\xrightarrow {157^{o}C}}\ NaHg_{4}}}}

## Физические свойства
Тетрартутьнатрий образует кристаллы
гексагональной сингонии,

параметры ячейки a = 0,5083 нм, c = 0,9681 нм, Z = 2,

.
Соединение образуется по перитектической реакции при температуре 157 °C .